# Restauro cinematografico
Il restauro cinematografico è un'attività di manutenzione e di recupero delle pellicole cinematografiche da parte di storici del cinema, archivisti, musei, cineteche ed organizzazioni non-profit al fine di preservare le immagini in esse contenute.
È un processo molto complesso che può richiedere settimane, mesi o addirittura anni. La durata del restauro di una pellicola può dipendere da svariati fattori, tra cui le condizioni in cui era detenuto il pezzo, il lavoro di riadattamento all’epoca in questione e altri casi specifici. Il deterioramento dei film, e quindi le condizioni in cui possono versare ante restauro, può essere di tipo meccanico oppure causato dalla formazione di muffe o, nel caso della pellicola a colori, dalla sindrome dell'aceto. La celluloide, impiegata fino all'introduzione della pellicola di sicurezza, inoltre, è chimicamente instabile e soggetta ad autocombustione.

## Tipi di deterioramento

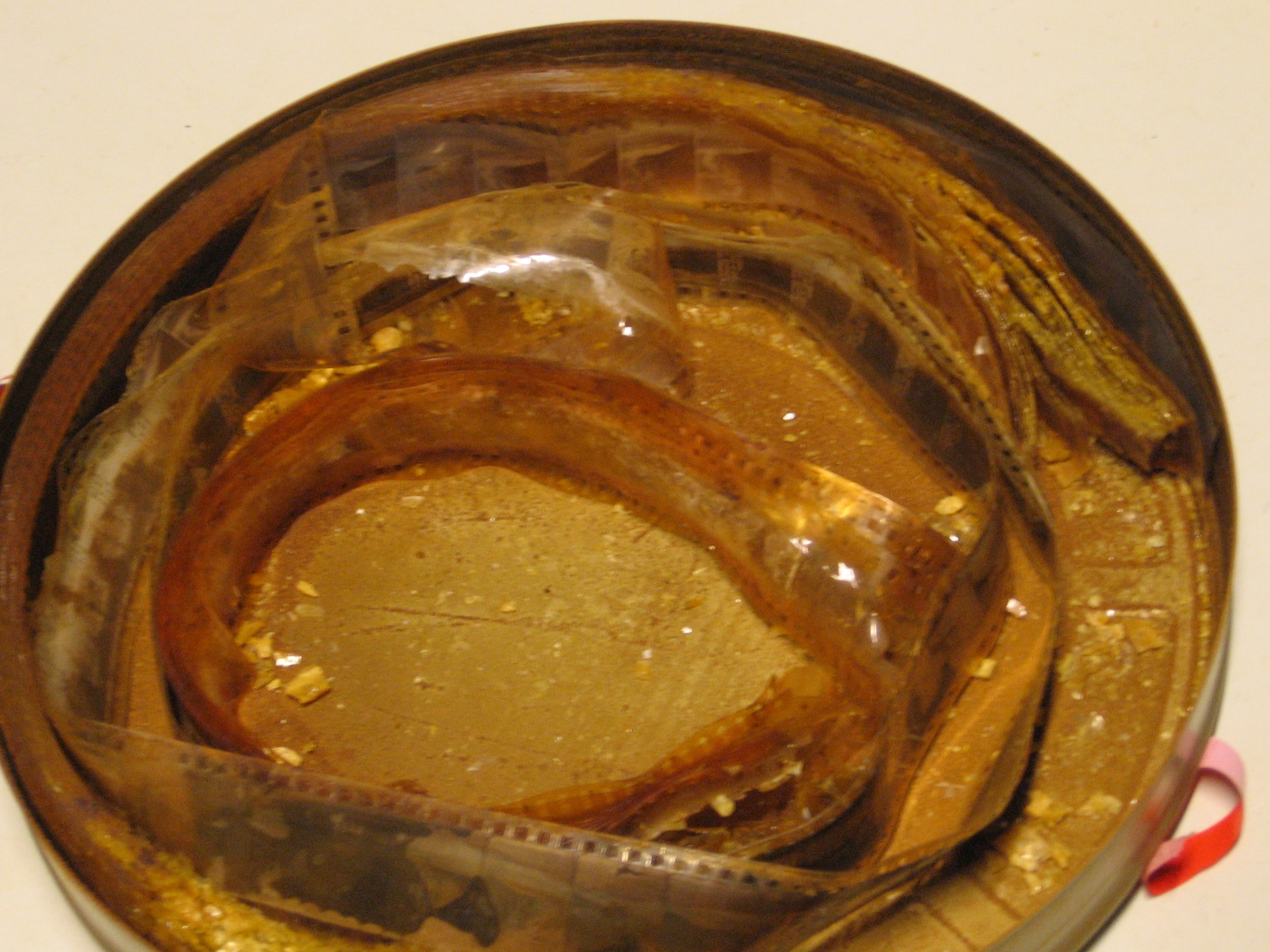
Pellicola deteriorata. EYE - Istituto Cinematografico Olandese.

### Meccanico
È causato da rotture, graffi, rottura delle perforazioni delle pellicole durante la proiezione o il montaggio delle parti in rulli per ottenere le bobine di proiezione.

### Muffe
La comparsa di muffe, causata da una cattiva conservazione, erode lo strato di emulsione, rendendolo prima gelatinoso e poi provocandone il distaccamento dalla pellicola.

### Sindrome dell'aceto
Un ulteriore tipo di danno appartiene più strettamente ad un tipo di emulsione che ad un altro, e solamente per i film a colori. Questo spiega il perché alcuni film ne sono afflitti a differenza di altre pellicole che hanno condiviso l'utilizzo e la conservazione ne sono praticamente immuni. Il film acquista una dominante rossa dopo un processo che inizia con la perdita delle componenti blu, celesti e verdi dell'immagine, per degradare lentamente in un rosso molto forte (la sindrome dell'aceto).

## Restauro
Prima di procedere al restauro vero e proprio viene condotta una ‘’indagine’’ fra tutti gli archivi esistenti sull’opera, tra tutte le copie (censimento) e tra tutte le documentazioni cartacee (extrafilmiche), in modo da avere più informazioni possibili per avere un risultato il più fedele possibile ( è facile, ad esempio, imbattersi in casi di censure).
In contemporanea alla valutazione dei materiali teorici, viene analizzato anche lo stato fisico e chimico delle pellicole. Una volta accertatisi delle condizioni complessive della pellicola e aver acquisito una diagnosi, è possibile accedere alla fase del restauro vero e proprio.
E’ innanzitutto necessario decidere quale versione del film restaurare e rendere possibili successivi interventi di restauro creando ad esempio duplicati negativi.
La prima fase del restauro consiste nella riabilitazione e il ripristino di danni fisici, come nel caso della sindrome dell’aceto. Il processo può richiedere anche mesi in quanto la pellicola viene sigillata in apposite latte con soluzioni disidratanti che permetterà il riassorbimento della sua acidità; il risultato lo si avrà dopo circa due mesi. In caso di scarso risultato, ovvero di un recupero parziale del film, è necessario procedere a un restauro fotochimico (fotogramma per fotogramma, manualmente).
È anche possibile imbattersi nel caso inverso, ovvero di solfatazione del materiale, che comporta la chiusura dei fori che passano attraverso i proiettori. In questo caso si procederà con nastri perforati e perforatrici che permetteranno il recupero di pezzi mancanti del film.
I laboratori di restauro impiegano innanzitutto metodi meccanici per fare ciò, cioè il ripristino e il rinforzo delle perforazioni e la rigenerazione delle giunte.
Una volta terminato il restauro fisico si procede al trasferimento su un nuovo supporto, ad esempio il poliestere poiché garantisce una conservazione più duratura.
Infine per testarlo è necessario portare la pellicola in laboratorio per poterla sviluppare (processo simile allo sviluppo fotografico). Quindi in laboratorio l’opera subisce una prima analisi (sui materiali chimici da utilizzare per rivelarlo) e una seconda per vedere in quali condizioni verrà stampata (tra cui sincronizzazione immagine-suono).
I nuovi supporti in poliestere hanno una durata di circa cinque anni, se conservati in condizioni ottimali (come freezer, alla temperatura di 10° celsius).
Fasi di salvataggio:
- Salvataggio mediante impronta ottica (correzione automatica colore e luci).
- Salvataggio per digitalizzazione (risoluzione di problemi tra cui rimozione di sporco, ricostruzione dell’immagine, rimozione dei graffi, instabilità dell’immagine, immagine fuori fuoco, deformazione dell’immagine, sbalzi di luce, corretti con sistemi software-based).

Per il recente passato si sono utilizzate riproduzioni tricromatiche per ricaricare i colori che erano andati perduti. Oggi si restaurano con l'utilizzo della digitalizzazione attraverso degli scanner per pellicola cinematografica che scannerizza fotogramma per fotogramma e ricostruisce l'immagine correggendo tutti i danni e le aberrazioni di cui il film era afflitto. Questo sistema riporta le immagini come erano quando furono stampate la prima volta, anzi nei film antichi rimuove anche il traballamento dovuto all'approssimazione della tecnica delle cineprese a manovella e rende una stabilità di immagine che i film non avevano mai avuto. 
Attuando un’operazione di restauro è molto importante rendere una relazione pertinente di ciò che è stato fatto, che sia estremamente fedele e soprattutto deve poter essere reversibile.

## Prevenzione
Questi interventi sono comunque dei rimedi ai danni ormai avvenuti. Non ci sono trattamenti atti a prevenire i danni da dominante rossa. È indispensabile comunque maneggiare con attenzione le pellicole cinematografiche, avendo cura di pulirle dalla polvere, e metterle a dimora in un luogo buio lontano da polvere, calore e umidità per prolungarne la vita.

## Intelligenza artificiale
Esistono librerie dell'intelligenza artificiale che sono in grado di colorare automaticamente un'immagine in bianco e nero, ad esempio la libreria palette.fm di Futurepedia.